# Campoplex hercynicus
Campoplex hercynicus là một loài tò vò trong họ Ichneumonidae.